# Franciszek Talarczyk

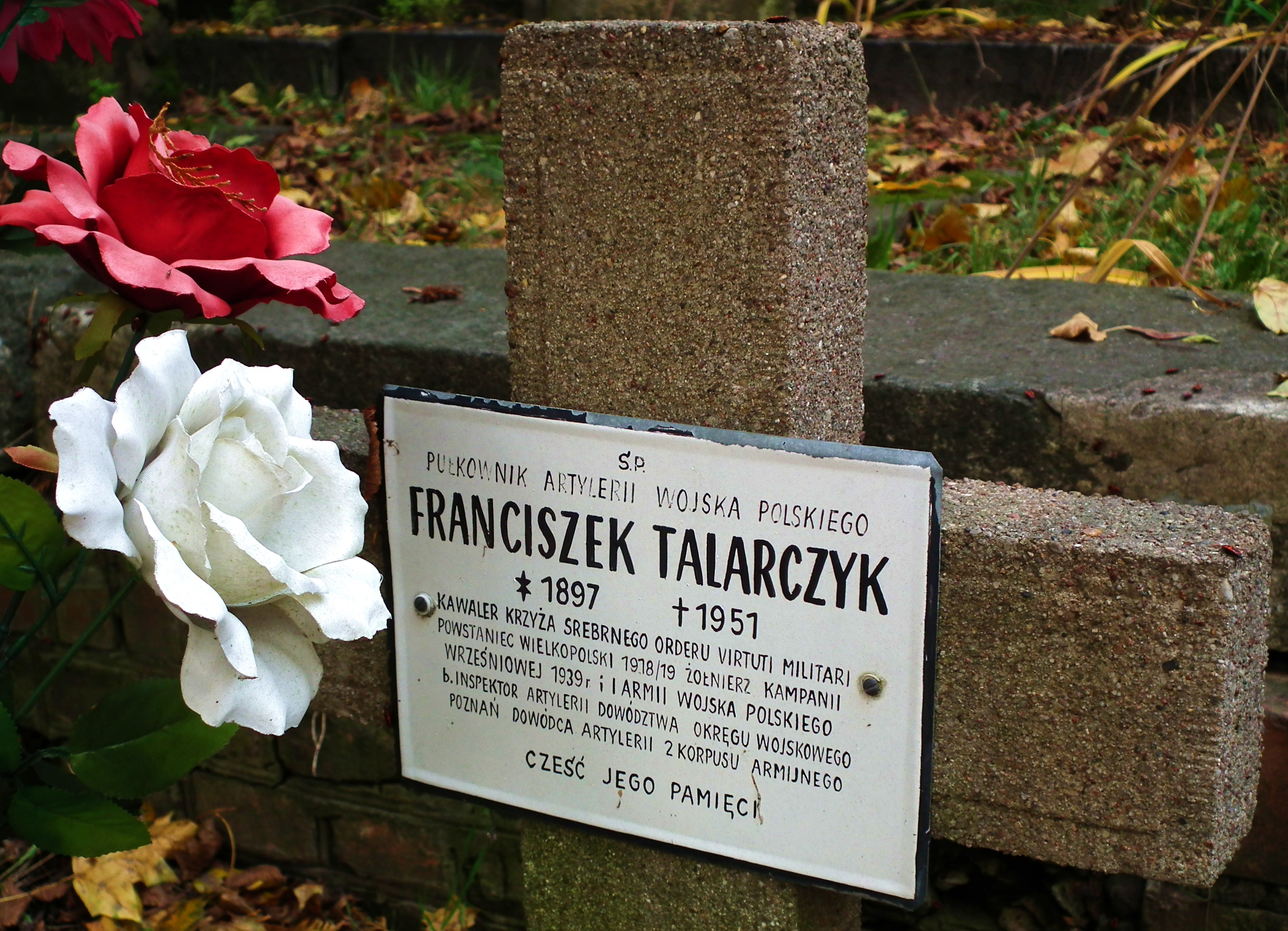
Grób na Cytadeli w Poznaniu

Franciszek Talarczyk (ur. 2 stycznia 1897 w Budach, zm. 5 kwietnia 1951 w Poznaniu) – pułkownik artylerii Wojska Polskiego, powstaniec wielkopolski.

## Życiorys
Urodził się w rodzinie Józefa i Elżbiety. Ukończył gimnazjum w Ostrowie Wielkopolskim. Pobierał stypendium Towarzystwa Naukowej Pomocy dla Młodzieży Wielkiego Księstwa Poznańskiego. Udzielał też korepetycji. Był członkiem podziemnego Towarzystwa Tomasza Zana. 4 marca 1916 wzięty z poboru do wojska pruskiego – walczył na obu frontach I wojny światowej. W październiku 1918 zdezerterował. Do 20 stycznia 1919 służył ochotniczo w Straży Ludowej w Rozdrażewie. Potem, w stopniu sierżanta, dowodził ochotniczą kompanią rozdrażewską 12 pułku Strzelców Wielkopolskich (walki pod Krotoszynem, Zdunami, Borownicą i Chachalnią, a potem pod Lwówkiem, Kwilczem i Międzychodem). W 1919 zdał spóźnioną maturę w Ostrowie Wielkopolskim. W 1920 walczył w wojnie polsko-bolszewickiej. W 1925 ożenił się z Marią Kluczyńską. Od 1930 nauczał w Szkole Podchorążych Rezerwy Artylerii we Włodzimierzu Wołyńskim. W sierpniu 1935 roku został przeniesiony do 23 pułku artylerii lekkiej w Będzinie na stanowisko kwatermistrza.
31 sierpnia 1939 dowodził II dywizjonem 65 pułku artylerii lekkiej. 19 września raniono go w nogę (rejon Rawy Ruskiej). 29 września Niemcy wzięli go do niewoli. Cały okres okupacji niemieckiej przebywał w oflagach II B Arnswalde oraz II D Gross-Born, gdzie nauczał tajnie sztuki artyleryjskiej. 5 lutego 1945 wstąpił do 1. Armii Wojska Polskiego, która oswobodziła obóz. Doszedł do stopnia pułkownika.
Pochowany na cmentarzu garnizonowym na poznańskiej Cytadeli. 

## Ordery i odznaczenia
- Krzyż Srebrny Orderu Wojskowego Virtuti Militari
- Krzyż Walecznych[5]
- Złoty Krzyż Zasługi
- Medal Niepodległości (20 lipca 1932)[6]
- Srebrny Krzyż Zasługi (10 listopada 1928)[7][5]
- Wielkopolski Krzyż Powstańczy (pośmiertnie, 18 grudnia 1968)
- Medal „Za udział w wojnie obronnej 1939” (pośmiertnie)[3]